# Castillo de Magallón
El castillo de Magallón fue una fortaleza medieval ubicada en el municipio zaragozano de Magallón.

## Historia
En el periodo de estabilización tuvo lugar la construcción del castillo de Magallón que sirvió de punto de defensa en la frontera de los territorios reconquistados y que tuvo una gran importancia en la guerra de los Dos Pedros y que acabó con la destrucción del castillo en el año 1369.
En el promontorio conocido como El Castillo se asentó la fortaleza de la que sólo queda la Torre del Homenaje que hoy forma parte de la Iglesia de San Lorenzo como torre campanario. 
Del inicio de la construcción del castillo no existe documentación pero se puede indicar, con bastante fiabilidad, que debió ser entre los años 1130 y 1200, ya que esta fortificación forma parte de una serie de castillos de una línea defensa aragonesa en las que estaban incluidos los castillos de Los Fallos, Lituenigo, Litago, Trasmoz, Vera de Moncayo, Añon, Herrera, Talamante, Bulbuente, Borja, Agón y Mallén.
De algunos de estos castillos si que se tiene documentación del inició de su construcción y datan de las fechas antes indicadas por lo que cabe deducir que fue en aquellos años cuando se construyó el de Magallón. Hay constancia documental de que en el año 1363 todavía permanecía en pie y de que las murallas del perímetro de la Villa fueron reparadas en el año 1610.

## Descripción
De la antigua fortaleza solo se conserva la torre del homenaje que hoy se corresponde con la torre campanario de la Iglesia de San Lorenzo.
Se trata de una torre de planta rectangular construida con piedra sillar y que aun conserva alguna saetera. También como corresponde, la puerta de acceso se encuentra en alto y conserva algún forjado que pudiera ser original. Se ha sustituido el remate original para albergar el cuerpo de campanas.